# AB Traction
AB Traction är ett svenskt börsnoterat investmentföretag. Företaget grundades 1973 av Bengt Stillström och var 1997–2000 sedan noterat på Nordic Growth Market. Sedan 2000 är företaget noterat på Stockholmsbörsens huvudlista (medelstora företag). Företaget har medel placerade i noterade och onoterade aktier i företag, räntebärande papper.
AB Traction hade i slutet av 2020 ett substansvärde på 2,9 miljarder kronor.

## Innehav i noterade aktier i urval, december 2020
(andel kapital, respektive röster)
- OEM International (4%, 10%)
- Softronic (22%, 20%)
- BE Group  (4%, 10%)
- Drillcon  (54%)
- Hifab  (54%, 55%)
- Nilörngruppen  (26%, 58%)
- Driver Group plc, Storbritannien  (17%)
- Poolia (8%)
- Duroc (8,1%)